# Buffaloed
Buffaloed là phim hài chính kịch về tội phạm của Hoa Kỳ sản xuất năm 2019 do Tanya Wexler đạo diễn từ một kịch bản của Brian Sacca. Phim có sự tham gia của các diễn viên đình đám như: Zoey Deutch, Judy Greer Jermaine Fowler, Noah Reid và Jai Courtney.
Phim đã có buổi ra mắt với công chúng tại Liên hoan phim Tribeca vào ngày 27 tháng 4 năm 2019. Phim dự kiến được phát hành vào ngày 14 tháng 2 năm 2020, bởi Magnolia Picture.

## Cốt truyện
Người giúp việc gia đình Peg Dahl sẽ làm bất cứ điều gì để thoát khỏi Buffalo, New York. Sau khi gặp một số rắc rối, cô thấy mình bị què quặt vì nợ nần, và với cơ hội có một tương lai tươi sáng hơn bên ngoài quê hương, cô quyết định trở thành một người thu nợ và tự mình gây chiến với "kingpin" đòi nợ của thành phố.

## Diễn viên
- Zoey Deutch trong vai là Peggy Dahl
  - Kate Moyer trong vai Peggy Dahl khi còn nhỏ
- Jermaine Fowler trong vai Graham
- Judy Greer trong vai Kathy Dahl
- Noah Reid trong vai JJ
- Lusia Strus trong vai Frances
- Lorrie Odom trong vai Backer
- Raymond Ablack trong vai Prakash
- Jai Courtney trong vai Wizz
- Brian Sacca trong vai Sal

## Sản xuất
Vào tháng 7 năm 2018, bộ phim đã được thông báo là có sự tham gia của Zoey Deutch và Jermaine Fowler cùng với dàn diễn viên của bộ phim, do Tanya Wexler làm đạo diễn từ một kịch bản của Brian Sacca. Vào tháng 8 năm 2018, Judy Greer tham gia vào dàn diễn viên của bộ phim.

### Quay phim
Phim bắt đầu được "bấm máy" vào ngày 24 tháng 7 năm 2018, tại Toronto, Canada. Phim được hoàn thành vào ngày 23 tháng 8 năm 2018.

## Phát hành
Phim đã có buổi ra mắt công chúng tại Liên hoan phim Tribeca vào ngày 27 tháng 4 năm 2019 . Không lâu sau, Magnolia Pictures đã giành được quyền phân phối cho bộ phim và dự kiến phát hành vào ngày 14 tháng 2 năm 2020. Phim cũng đã có một buổi chiếu đặc biệt tại Liên hoan phim quốc tế Buffalo ở Buffalo, thành phố New York vào ngày 13 tháng 10 năm 2019.